# Kunama (Sprache)

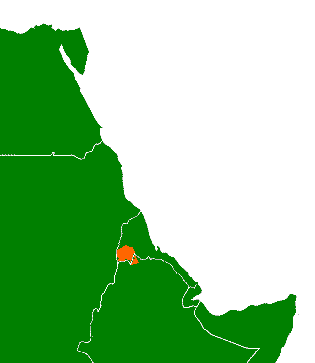
Verbreitungsgebiet des Kunama im Grenzgebiet Eritrea–Äthiopien–Sudan

Kunama (auch: Baza, Bada o. Ä.) ist die Sprache des Kunama-Volkes, das im Hochland im Westen von Eritrea lebt.
Sie wird von über 100.000 Menschen gesprochen und gilt als eigenständiger Zweig innerhalb der nilosaharanischen Sprachfamilie.
Das Kunama hat die Grundwortfolge Subjekt-Objekt-Verb.
In Eritrea ist Kunama als eine von neun „Nationalsprachen“ anerkannt, die formell als gleichberechtigt gelten – faktisch haben Tigrinya und Arabisch die weitaus größte Bedeutung als Amtssprachen.
Es wird angenommen, dass das Kunama Ähnlichkeiten mit der meroitischen Sprache, der Sprache des antiken Reiches von Kusch im heutigen Sudan, hat.